# Potočac
Potočac (en serbe cyrillique : Поточац) est une localité de Serbie située dans la municipalité de Paraćin, district de Pomoravlje. Au recensement de 2011, elle comptait 1 113 habitants.
Potočac est officiellement classé parmi les villages de Serbie.

## Démographie
| 1948  | 1953  | 1961  | 1971  | 1981  | 1991  | 2002  | 2011  |
| ----- | ----- | ----- | ----- | ----- | ----- | ----- | ----- |
| 1 746 | 1 869 | 1 875 | 1 818 | 1 651 | 1 582 | 1 309 | 1 113 |

|  |